# Луг Забочки
Луг Забочки је насељено место у саставу града Забока у Крапинско-загорској жупанији, Хрватска. До територијалне реорганизације у Хрватској налазио се у саставу старе општине Забок.

## Становништво
На попису становништва 2011. године, Луг Забочки је имао 585 становника.

## Попис1991.
На попису становништва 1991. године, насељено место Луг Забочки је имало 510 становника, следећег националног састава:
| Попис 1991.‍  | Попис 1991.‍  | Попис 1991.‍ | Попис 1991.‍ | Попис 1991.‍ |
| ------------ | ------------ | ----------- | ----------- | ----------- |
|              |              |             |             |             |
| Хрвати       | Хрвати       |             | 501         | 98,23%      |
| Црногорци    | Црногорци    |             | 1           | 0,19%       |
| Чеси         | Чеси         |             | 1           | 0,19%       |
| неопредељени | неопредељени |             | 6           | 1,17%       |
| регион. опр. | регион. опр. |             | 1           | 0,19%       |
| укупно: 510  |              |             |             |             |